# Brecht Piersma
Brecht Piersma (Sneek, 5 de maio de 2003) é uma jogadora de vôlei de praia neerlandesa.

## Carreira
Em 2019, estreou no circuito nacional ao lado de Desy Poiesz, obtendo as nonas posições nas etapas de Heerenveen e Almelo, além do décimo terceiro lugar na etapa de Haia. Na temporada seguinte desse circuito, estiveram juntas e obtiveram melhores resultados, alcançaram a quinta posição em Almelo, Zaanstad e Heerenveen, também a nona posição  em Breda e o décimo terceiro lugar em Haia; finalizaram na nona posição na edição do Campeonato Europeu Sub-20 em Brno. 
Em 2021, estreou circuito mundial ao lado de sua irmã mais velha, Emma Piersma, no qual terminaram na vigésima primeira posição nos dois torneios uma estrela sediados em Sófia, juntas também conquistaram o quinto lugar no circuito nacional na etapas de Zutphen e Haia, ainda o terceiro lugar em Utrecht, voltou a jogar ao lado de Desy Poiesz apenas na edição do Campeonato Europeu Sub-20 de 2021 em Esmirna e finalizaram na quarta posição, também disputaram a edição do Campeonato Mundial Sub-19 em Phuket e finalizaram na nona posição; posteriormente, retoma a dupla com Emma Piersma nas etapas do circuito nacional, obtendo os títulos Zaandam e Tiburgo. Disputaram a temporada do circuito mundial,  terminaram na décima sétima posição no torneio uma estrela de Liubliana, obtiveram a medalha de prata no torneio uma estrela em Cortegaça e as quintas posições nos torneios uma estrelas de Apeldoorn e Nimegue.
Em 2022, disputou pelo circuito nacional com Wies Bekhuis e terminaram com o bronze na etapa de Aalsmeer, com os títulos das etapas de Heerlen, Heerenveen, Kloten e Haia, com este dueto, ela conquistou o quarto lugar Campeonato Europeu Sub-22 em Flessingue; nesta temporada, esteve com Desy Poiesz  no Future de Madrid, quando terminaram em quinto lugar, repetindo o feito no Future de Lecce, além da nona posição no Future de Baden, e conquistaram a medalha de bronze no Campeonato Europeu Sub-20 em Esmirna. Ainda no circuito mundial, esteve também com Wies Bekhuis no Future de Cervia e terminaram na décima sétima posição, conquistaram duas medalhas de bronze nos Futures realizados em  Mysłowice e Lovaina, e finalizando a temporada conquistou a medalha de ouro no Future de Haia ao lado de Emi van Driel.
Em 2023, esteve no circuito mundial com Emi van Driel, terminando na quinta posição no Challenge de Itapema, décimo nono lugar no Challenge de Jūrmala e na vigésima quinta colocação nos Challenges de Saquarema, Espinho e Edmonton, conquistam o quinto lugar no Campeonato Europeu de 2023 em Viena; ainda conquistaram os títulos do circuito nacional em Apeldoorn e na mesma cidade da etapa válida pela Continental Cup (grupo C). Na edição do Campeonato Mundial Sub-21 de 2023, sediado em Roi Et, conquistando a medalha de ouro ao lado de Desy Poiesz.
No ano de 2024, inicia com Wies Bekhuis e conquistaram os títulos das etapas nacionais em Apeldoorn e Heerlen, e o título do Future de Spiez.

## Títulos e resultados
- Future de Spiez do Circuito Mundial de 2024
- Future de Haia do Circuito Mundial de 2022
- Future de Sveti Vlas do Circuito Mundial de 2024
- Torneio 1* de Cortegaça do Circuito Mundial de 2021
- Future de Lovaina do Circuito Mundial de 2022
- Future de Mysłowice do Circuito Mundial de 2022
- Campeonato Europeu Sub-22 de 2022
- Campeonato Europeu Sub-20 de 2020